# Dženis Burnić
Dženis Burnić (* 22. května 1998) je bosenský profesionální fotbalista, který hraje na pozici záložníka za německý klub Karlsruher SC. Narodil se v Německu, ale hraje za národní tým Bosny a Hercegoviny.

## Klubová kariéra

### Borussia Dortmund
Burnić začal hrát fotbal v mateřském klubu SV 26 Heessen, než v roce 2006 přestoupil do mládežnické akademie Borussie Dortmund. V dubnu 2015 podepsal svou první profesionální smlouvu s klubem. Svoji premiéru si odbyl 18. října 2016 v zápase Ligy mistrů UEFA proti Sportingu CP ve věku 18 let. O čtyři měsíce později si odbyl svůj ligový debut proti SV Darmstadt.
V červenci byl Burnić poslán na sezónní hostování do VfB Stuttgart.
V lednu 2019 byl na zbytek sezóny zapůjčen do Dynama Drážďany. V červenci bylo jeho hostování prodlouženo o další sezonu. Dne 3. května vstřelil svou první profesionální branku proti FC St. Pauli, což zajistilo vítězství jeho týmu.

### 1. FC Heidenheim
V srpnu 2020 přestoupil Burnić do 1. FC Heidenheim, kde podepsal tříletou smlouvu. Dne 21. listopadu absolvoval svůj oficiální debut za klub proti Holstein Kiel. Dne 28. května 2023 získal s týmem svou první trofej, zároveň první trofej v historii klubu, když byli korunováni mistry 2. Bundesligy, což jim zajistilo postup do Bundesligy.

### Karlsruher SC
V červenci 2023 přestoupil Burnić do Karlsruher SC a podepsal s ním roční smlouvu. Svůj soutěžní debut za tým si odbyl 29. července proti VfL Osnabrück a dokázal vstřelit gól, čímž zajistil triumf svého týmu.
V dubnu 2024 podepsal s Karlsruherem novou mnohaletou smlouvu.

## Reprezentační kariéra
Přestože reprezentoval Německo na všech mládežnických úrovních, Burnić se rozhodl na seniorské úrovni hrát za Bosnu a Hercegovinu.
V květnu 2024 byla jeho žádost o změnu sportovního občanství z německého na bosenské schválena FIFA. Později v tomto měsíci obdržel své první povolání do národního týmu na přátelské zápasy proti Anglii a Itálii. Debutoval proti prvnímu 3. června.

## Osobní život
Burnić je praktikující muslim; spolu se spoluhráči z národního týmu Ermedinem Demirovićem, Jusufem Gazibegovićem, Harisem Tabakovićem, Nihadem Mujakićem, Harisem Hajradinovićem, Seadem Kolašinacem, Enverem Kulašinem, Nailem Omerovićem, Benjaminem Tahirovićem, Osmanem Hadžikićem a Erminem Bičakčićem navštívil mešitu v Ilidži během soustředění reprezentace.

## Statistiky

### Klubové
Platí k zápasu hranému 18. května 2025.
| Klub                        | Sezóna            | Liga              | Liga   | Liga | Národní pohár | Národní pohár | Kontinentální | Kontinentální | Celkově | Celkově |
| Klub                        | Sezóna            | Soutěž            | Zápasy | Góly | Zápasy        | Góly          | Zápasy        | Góly          | Zápasy  | Góly    |
| --------------------------- | ----------------- | ----------------- | ------ | ---- | ------------- | ------------- | ------------- | ------------- | ------- | ------- |
| Borussia Dortmund           | 2016/17           | Bundesliga        | 1      | 0    | 0             | 0             | 1             | 0             | 2       | 0       |
| VfB Stuttgart (hostování)   | 2017/18           | Bundesliga        | 6      | 0    | 2             | 0             | –             | –             | 8       | 0       |
| Borussia Dortmund II        | 2018/19           | Regionalliga West | 11     | 0    | –             | –             | –             | –             | 11      | 0       |
| Dynamo Drážďany (hostování) | 2018/19           | 2. Bundesliga     | 12     | 1    | –             | –             | –             | –             | 12      | 1       |
| Dynamo Drážďany (hostování) | 2019/20           | 2. Bundesliga     | 22     | 0    | 1             | 1             | –             | –             | 23      | 1       |
| Dynamo Drážďany (hostování) | Celkově           | Celkově           | 34     | 1    | 1             | 1             | –             | –             | 35      | 2       |
| 1. FC Heidenheim            | 2020/21           | 2. Bundesliga     | 12     | 0    | 0             | 0             | –             | –             | 12      | 0       |
| 1. FC Heidenheim            | 2021/22           | 2. Bundesliga     | 28     | 0    | 1             | 0             | –             | –             | 29      | 0       |
| 1. FC Heidenheim            | 2022/23           | 2. Bundesliga     | 20     | 0    | 1             | 0             | –             | –             | 21      | 0       |
| 1. FC Heidenheim            | Celkově           | Celkově           | 60     | 0    | 2             | 0             | –             | –             | 62      | 0       |
| Karlsruher SC               | 2023/24           | 2. Bundesliga     | 30     | 2    | 0             | 0             | –             | –             | 30      | 2       |
| Karlsruher SC               | 2024/25           | 2. Bundesliga     | 31     | 2    | 3             | 0             | –             | –             | 34      | 2       |
| Karlsruher SC               | 2025/26           | 2. Bundesliga     | 0      | 0    | 0             | 0             | –             | –             | 0       | 0       |
| Karlsruher SC               | Celkově           | Celkově           | 61     | 4    | 3             | 0             | –             | –             | 64      | 4       |
| Karlsruher SC               | Celkově v kariéře | Celkově v kariéře | 173    | 5    | 8             | 1             | 1             | 0             | 182     | 6       |

### Reprezentační
Platí k zápasu hranému 10. června 2025.
| Národní tým         | Rok     | Zápasy | Góly |
| ------------------- | ------- | ------ | ---- |
| Bosna a Hercegovina | 2024    | 8      | 0    |
| Bosna a Hercegovina | 2025    | 4      | 0    |
| Celkově             | Celkově | 12     | 0    |

## Úspěchy

#### 1. FC Heidenheim
- 2. Bundesliga: 2022/23